# Chiesa cattolica in Lesotho
La Chiesa cattolica in Lesotho è parte della Chiesa cattolica universale in comunione con il vescovo di Roma, il papa.

## Storia
Il cattolicesimo giunge in Lesotho nel XIX secolo con i missionari Oblati di Maria Immacolata di Joseph Gérard; nel 1839 è eretta la prefettura apostolica del Basutoland, che diventa vicariato apostolico nel 1909. Nel 1931 è ordinato il primo sacerdote autoctono; nel 1945 è fondato il Collegio universitario Pio XII che nel 1964 passerà sotto la direzione governativa. Nel 1961 è fondata la Provincia ecclesiastica del Lesotho, che riceve la visita di papa Giovanni Paolo II nel 1988.

## Organizzazione territoriale
La chiesa cattolica è presente sul territorio con 1 sede metropolitana e 3 diocesi suffraganee:
- Arcidiocesi di Maseru
  - Diocesi di Leribe
  - Diocesi di Mohale's Hoek
  - Diocesi di Qacha's Nek

## Statistiche
Alla fine del 2004 la chiesa cattolica in Lesotho contava:
- 86 parrocchie;
- 150 preti;
- 664 suore religiose;
- 611 istituti scolastici;
- 111 istituti di beneficenza.

La popolazione cattolica ammontava a 965.608 cristiani, pari al 51,06% della popolazione.

## Nunziatura apostolica
Santa Sede e Lesotho hanno stabilito normali relazioni diplomatiche il 19 agosto 1967, in forza del breve Quantum utilitatis di papa Paolo VI. Sede del nunzio apostolico è la città di Pretoria, nella Repubblica Sudafricana.

### Pro-nunzi apostolici
- John Gordon, arcivescovo titolare di Nicopoli al Nesto (19 agosto 1967 - 11 agosto 1971 nominato pro-nunzio apostolico in India)
- Alfredo Poledrini, arcivescovo titolare di Vazari (20 settembre 1971 - 18 settembre 1978 dimesso)
- Edward Idris Cassidy, arcivescovo titolare di Amanzia (25 marzo 1979 - 6 novembre 1984 nominato pro-nunzio apostolico nei Paesi Bassi)
- Joseph Mees, arcivescovo titolare di Ypres (19 gennaio 1985 - ottobre 1987 dimesso)
- Ambrose Battista De Paoli, arcivescovo titolare di Lares (6 febbraio 1988 - 11 novembre 1997 nominato nunzio apostolico in Giappone)

### Nunzi apostolici
- Manuel Monteiro de Castro, arcivescovo titolare di Benevento (7 marzo 1998 - 1º marzo 2000 nominato nunzio apostolico in Spagna e Andorra)
- Blasco Francisco Collaço, arcivescovo titolare di Ottava (24 giugno 2000 - 17 agosto 2006 ritirato)
- James Patrick Green, arcivescovo titolare di Altino (6 settembre 2006 -  15 ottobre 2011 nominato nunzio apostolico in Perù)
- Mario Roberto Cassari, arcivescovo titolare di Tronto (17 marzo 2012 - 22 maggio 2015 nominato nunzio apostolico a Malta)
- Peter Bryan Wells, arcivescovo titolare di Marcianopoli, dal 13 febbraio 2016 - 8 febbraio 2023 nominato nunzio apostolico in Thailandia e Cambogia e delegato apostolico in Laos)
- Henryk Mieczysław Jagodziński, arcivescovo titolare di Limosano, dal 16 aprile 2024

## Conferenza episcopale
L'episcopato locale costituisce la Conferenza dei Vescovi Cattolici del Lesotho (Lesotho Catholic Bishops' Conference).
La Conferenza è membro della Inter-Regional Meeting of Bishops of Southern Africa (IMBISA) e del Symposium of Episcopal Conferences of Africa and Madagascar (SECAM).
Elenco dei Presidenti della Conferenza episcopale:
- Alfonso Liguori Morapeli, O.M.I., arcivescovo di Maseru (1972 - 1982)
- Sebastian Koto Khoarai, O.M.I., vescovo di Mohale's Hoek (1982 - 1987)
- Paul Khoarai, vescovo di Leribe (1987 - 1991)
- Evaristus Thatho Bitsoane, vescovo di Qacha's Nek (1991 - 1997)
- Bernard Mohlalisi, O.M.I., arcivescovo di Maseru (1997 - 2002)
- Evaristus Thatho Bitsoane, vescovo di Qacha's Nek (2002 - 17 luglio 2010)
- Gerard Tlali Lerotholi, O.M.I., arcivescovo di Maseru (maggio 2011 - 2019)
- Augustinus Tumaole Bane, O.M.I., vescovo di Leribe, dal 2019

Elenco dei Segretari generali della Conferenza episcopale:
- Presbitero Mookameli Chale, C.S.Sp., dal 2016